# Hollandtunnel
De Hollandtunnel, lange tijd ook gepland als de Aalkeettunnel, is een landtunnel in Nederland, gelegen in de A24. De tunnel ligt tussen knooppunt Vlaardingen en de Maasdeltatunnel en is geopend op 7 december 2024.

## Kenmerken
De Hollandtunnel is een landtunnel met een lengte van 510 meter. De tunnel ligt op ongeveer 1,1 km afstand van de Maasdeltatunnel en ongeveer 550 meter voor knooppunt Vlaardingen.
Hoewel er wordt gesproken over een landtunnel, wordt deze tunnel aangelegd op een diepte van ongeveer 6 meter onder NAP. Er wordt hier gesproken van een 'verdiepte ligging met overkapping'. In de eindsituatie zal ter hoogte van de tunnel een verhoging in het landschap ontstaan van 1 à 2 meter boven het maaiveld.

## Naamgeving
De Hollandtunnel was oorspronkelijk gepland als de Aalkeettunnel, verwijzend naar de Aalkeetpolder waarin het gelegen is. Op 31 oktober 2017 stelde de gemeente Vlaardingen echter de naam 'Hollandtunnel' voor de tunnel vast.
De naam Hollandtunnel verwijst naar het ontstaan van het graafschap Holland dat mede dankzij de gewonnen slag bij Vlaardingen in 1018 door graaf Dirk III tot stand kwam. Dit wordt gezien als een belangrijke mijlpaal op weg naar een zelfstandig graafschap Holland. De betreffende graaf Dirk III is zelf naamgever van het Dirkviaduct, een viaduct van de Maassluissedijk over de A24 heen tussen de Hollandtunnel en de Maasdeltatunnel in.

## Geschiedenis
De A24 is samen met de Maasdeltatunnel het resultaat van het onderzoek naar de Nieuwe Westelijke Oeververbinding ten westen van de Beneluxtunnel. Op 7 december 2011 is door minister Schultz voor het Blankenburgtracé gekozen. In de oorspronkelijke plannen kwam de Hollandtunnel niet voor. Op de plek van de Hollandtunnel zou de snelweg namelijk verdiept komen te liggen, maar niet overdekt. Op 5 en 19 april 2012 is tijdens het Algemeen Overleg in de Tweede Kamer met een meerderheid ingestemd met de Maasdeltatunnel. Bij dit overleg is besloten dat de verdiepte ligging in de Aalkeetpolder volledig overdekt moet worden voor een meerprijs van 80 miljoen euro. Doordat het overdekte stuk een lengte krijgt van ongeveer 600 meter is er sprake van een tunnel. In december 2012 is bij het instemmen van de Maasdeltatunnel variant Krabbeplas West ook de Hollandtunnel meegenomen in de aangepaste plannen.
Op 10 oktober 2019 werd de symbolische eerste paal geslagen voor de Hollandtunnel.
De feitelijke bouw van de fundering begon in juni 2020 en in oktober 2023 was de tunnel in civieltechnisch opzicht gereed. De tunnel werd op 7 december 2024 geopend.

## Verkeersintensiteiten
De verwachte intensiteit in de Ontwerp-Rijksstructuurvisie voor het jaar 2030 is 74.000 tot 97.000 voertuigen per etmaal zonder tolheffing, afhankelijk van het economische scenario. Met de geplande tolheffing liggen de verwachte intensiteiten zo'n 40% lager, circa 56.000 voertuigen.